# Siren lacertina
La sirena mayor (Siren lacertina) es una especie de anfibio urodelo de la familia Sirenidae. Es uno de los mayores anfibios que habita en América del Norte; alcanza entre 50-100 cm de largo. Recuerda a una anguila y consta de un par de patas tras las branquias pulmonares externas.
Es casi completamente carnívora y su dieta se compone principalmente de caracoles, larvas de insectos y peces pequeños.

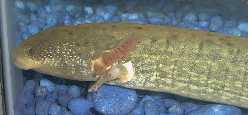

Puede ser de color negro a marrón y tienen bajos vientres de color gris o amarillo más claro lo cual le proporciona un buen camuflaje en el agua fangosa en la que vive.